# 마쓰다이라 요시토
마쓰다이라 요시토(松平吉透)는 이즈모 마쓰에 신덴 번주, 동국 마쓰에번 제4대 번주를 지냈다. 나오마사계 에치젠 마쓰다이라 종가(直政系越前松平家宗家) 제4대 당주. 아명은 고마쓰(幸松).
마쓰에 번주 마쓰다이라 쓰나타카의 오남으로 태어났다. 어머니는 히라가씨(平賀氏)이다. 마쓰에 번 선대 번주이자 이복 형인 마쓰다이라 쓰나치카의 편휘인 지카(近)를 받아 지카노리(近憲)로 개명하였다. 쓰나치카 말년에 동생 지카노리에게 1만 석을 분지하여 지카노리는 마쓰에 신덴 번주가 되었고 번주가 된지 얼마 되지않아 마쓰에 번주 쓰나치카는 동생 지카노리를 양자로 들였고 건강상의 이유로 은거하였다. 쓰나치카의 양자로서 마쓰에 번 가독을 물려받았고 신덴 번은 마쓰에 번으로 편입되어 폐번되었다. 마쓰에 번주가 된지 얼마 되지않아 쇼군 도쿠가와 쓰나요시의 편휘인 요시(吉)를 받아 요시히데(吉秀)로 개명하였다.